# Ophiothrix berberis
Ophiothrix berberis är en ormstjärneart som beskrevs av George Richard Lyman 1879. Ophiothrix berberis ingår i släktet Ophiothrix och familjen Ophiothrichidae. Inga underarter finns listade i Catalogue of Life.